# 1163

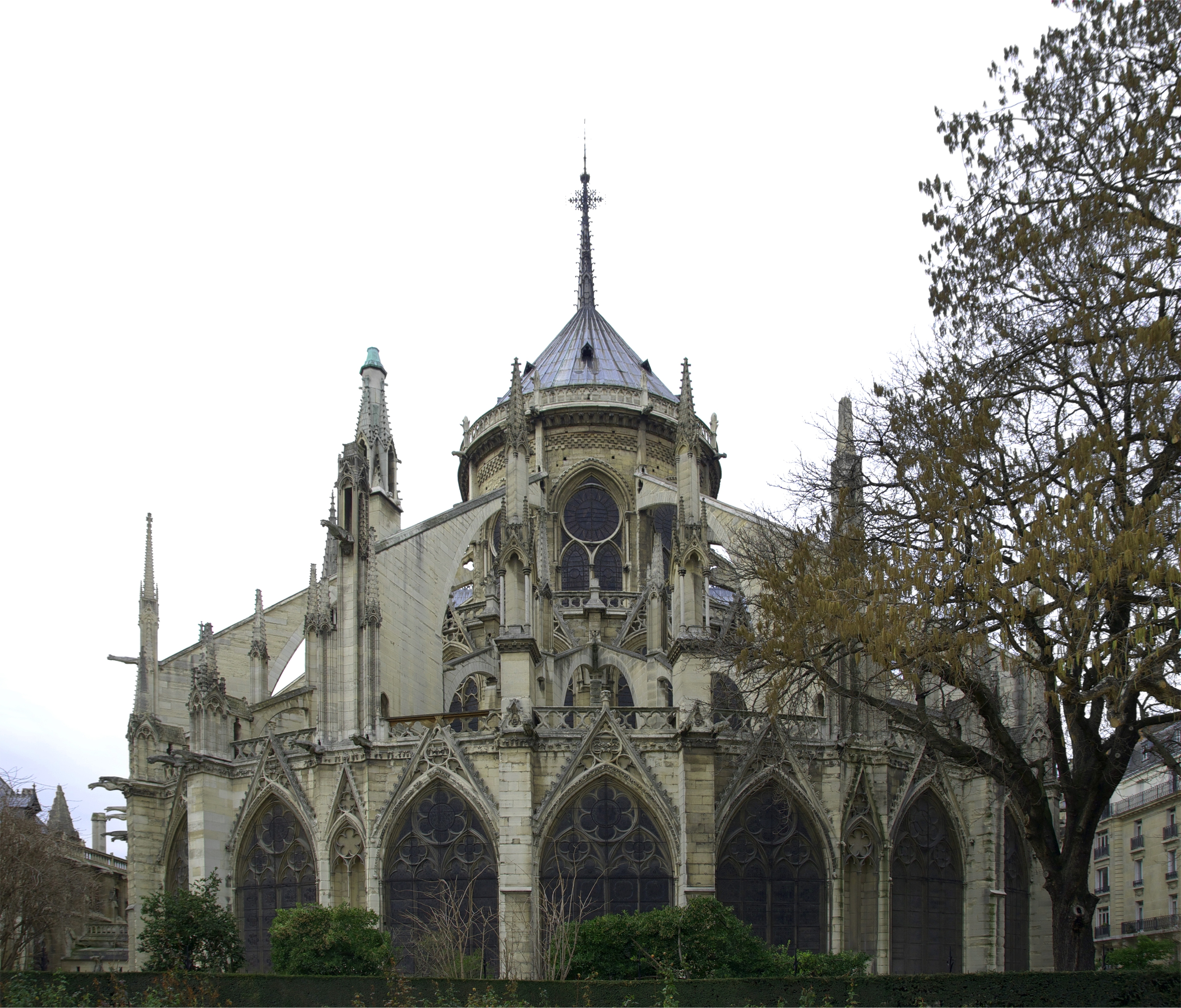
Notre-Dame

Het jaar 1163 is het 63e jaar in de 12e eeuw volgens de christelijke jaartelling.

## Gebeurtenissen
- Paus Alexander III zit het Concilie van Tours voor. De Albigenzen worden tot ketters verklaard. Ketters dienen gevangengezet te worden en hun bezittingen geconfisqueerd. Daarnaast wordt het de geestelijkheid verboden zich met chirurgie bezig te houden.
- In Hongarije verdrijft Stefanus III zijn door Byzantium gesteunde oom Stefanus IV, en wordt (weer) koning. Hij sluit de vrede van Belgrado met de Byzantijnen, maar spanningen blijven.
- Nur ad-Din zendt zijn generaal Shirkuh uit op een expeditie naar Egypte.
- 21 december - Holland wordt getroffen door de Sint-Thomasvloed. Hierdoor wordt de reeds sterk verzande monding van de Oude Rijn volledig gesloten, wat ertoe leidt dat veel polders in Holland en later ook in Utrecht onder water lopen.
- In opdracht van bisschop Maurice de Sully wordt in Parijs een begin gemaakt met de bouw van de Notre-Dame.
- De troonopvolging in Noorwegen wordt bij wet geregeld: de oudste zoon binnen een huwelijk geboren volgt de koning op. Ondanks deze regeling blijft de situatie waarbij diverse kroonpretendenten elkaar bestrijden nog enige decennia bestaan.
- Het graafschap Salm wordt verdeeld in Opper-Salm en Neder-Salm.
- Kloosterstichtingen: Dokkum (Sint-Bonifatiusklooster), Hallum (Mariëngaarde), Rinsumageest (Klaarkamp, jaartal bij benadering)
- Kasteel Montfoort in Montfoort wordt gebouwd.

## Opvolging
- Almohaden - Abd al-Mu'min ibn Ali opgevolgd door Abu Yaqub Yusuf
- Antiochië - Constance opgevolgd door haar zoon Bohemund III
- Bigorre - Peter van Marsan opgevolgd door zijn zoon Centullus III
- Hongarije - Ladislaus II opgevolgd door zijn broer Stefanus IV, op zijn beurt opgevolgd door hun neef Stefanus III
- Montbéliard - Diederik II opgevolgd door zijn kleinzoon Amadeus II van Montfaucon
- Silezië - Bolesław IV van Polen opgevolgd door Bolesław, Mieszko en Koenraad, de zonen van Wladislaus de Balling
- Orde van Sint Jan van Jeruzalem (grootmeester) - Arnaud de Comps opgevolgd door Gilbert d'Aissailly

## Afbeeldingen

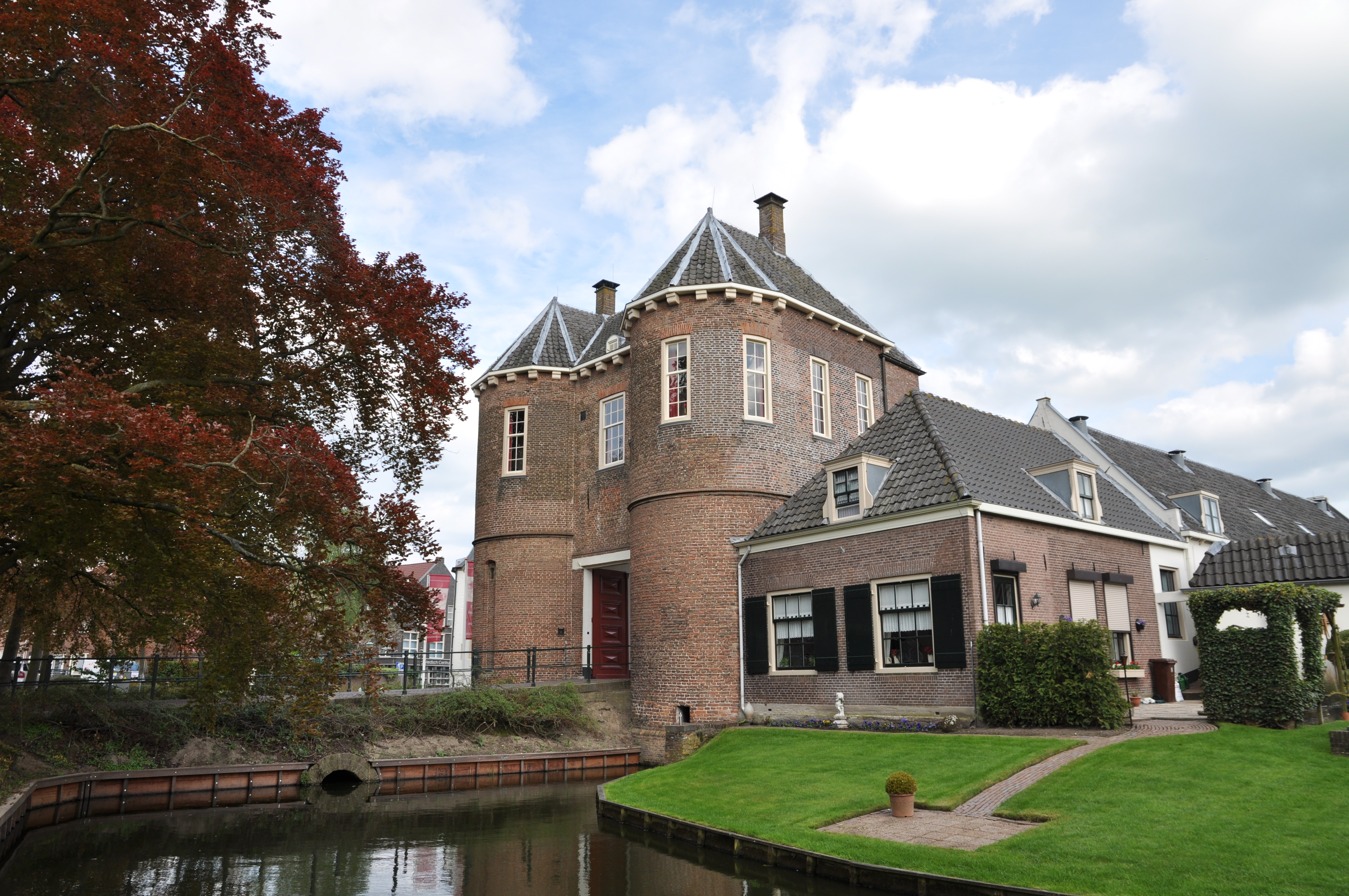
Kasteel Montfoort
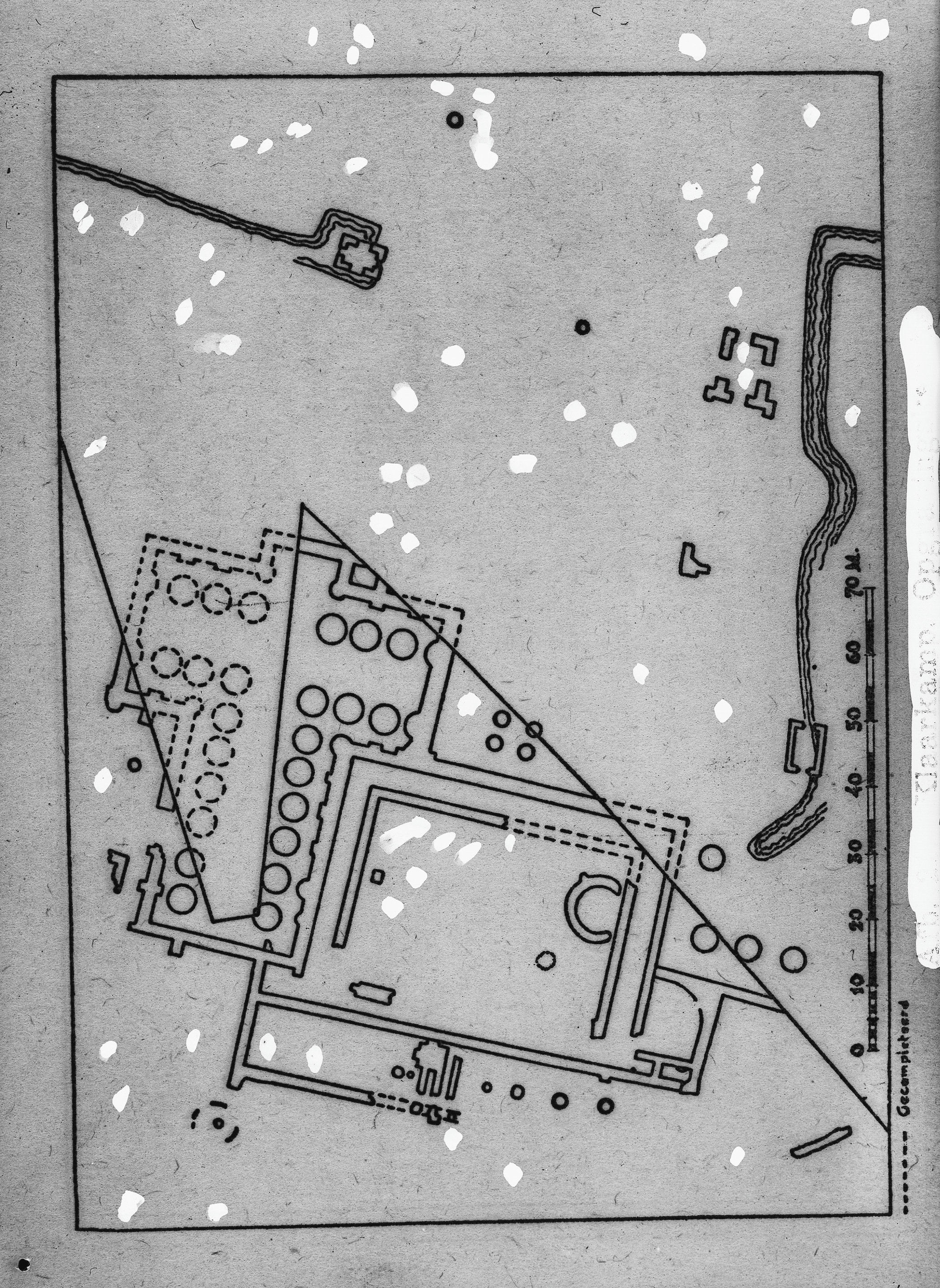
Klaarkamp

## Geboren
- Ottokar IV, hertog van Stiermarken
- as-Salih Ismail al-Malik, atabeg van Syrië

## Overleden
- 14 januari - Ladislaus II, koning van Hongarije (1162-1163)
- januari - Diederik II, graaf van Montbéliard
- 10 februari - Boudewijn III, koning van Jeruzalem (of 1162)
- Abd al-Mu'min ibn Ali (~69), kalief der Almohaden (1130-1163)
- Arnaud de Comps, grootmeester van de Orde van Sint Jan van Jeruzalem
- Constance, vorstin van Antiochië (1130-1163)
- Leo van Sint-Bertinus, Vlaams abt
- Peter van Marsan, graaf van Bigorre en burggraaf van Marsan
- Sigurd Markusfostre, tegenkoning van Noorwegen
- Lutgardis van Sulzbach, Duits edelvrouw (jaartal bij benadering)